# Eden Lake
Pour plus de détails, voir Fiche technique et Distribution.
Eden Lake est un film d'horreur britannique écrit et réalisé par James Watkins, sorti en 2008.
Le film débute alors que Jenny, maîtresse d'école, avec son petit ami Steve quittent Londres pour passer un week-end romantique au bord d'un lac. La tranquillité du lieu est perturbée par une bande d'adolescents bruyants et agressifs qui s'installent avec leur rottweiler juste à côté d'eux. À bout de nerfs, Steve leur demande de baisser le son de leur radio. Mais qui ose dire quoi que ce soit aujourd'hui à une bande de jeunes qui se conduit mal ? Qu'arrive-t-il à ceux qui osent ? Quel poids ont les adultes sur ces jeunes ? Les parents n'auraient-ils pas juste les enfants qu'ils méritent.

## Synopsis
C'est la fin de l'année scolaire. La maitresse d'école maternelle Jenny Greengrass et son fiancé Steve Taylor partent en week-end à la campagne faire du camping.
À la nuit tombante, le couple manque de percuter des jeunes en vélo et s'arrête ensuite à un hôtel pour la nuit.
Le lendemain, le couple part s'installer au bord d'un lac isolé. Aux abords, il croise un jeune gamin, Adam, qui se fait persécuter par la bande de jeunes croisée la veille.
Le couple est gêné par cette bande bruyante comportant également un chien. Steve intervient et essaye de les calmer, en vain. Puis les jeunes décampent en se montrant grossiers vis-à-vis du couple.
Le couple passe alors une nuit agitée sous la tente et au matin découvre des aliments infestés d'insectes ainsi qu'un pneu de leur voiture crevé par un tesson de bouteille. Il croise de nouveau les jeunes, toujours aussi dérangeants.
De retour en ville pour déjeuner au restaurant, Steve remarque une propriété avec des vélos qu'il reconnaît appartenir aux jeunes. Il pénètre dans la propriété et s'introduit dans la maison à la recherche des occupants en appelant et en inspectant différentes pièces. Par une fenêtre, il aperçoit les jeunes à l'extérieur. A ce moment là, le père de famille Jon rentre à son domicile. Steve prend peur et s'éclipse alors discrètement par un appentis, pendant que le père Jon recherche et appelle son fils Brett en criant.
Au lac, Steve fait de la plongée sous-marine, alors que Jenny fait la sieste sur la rive.
Steve sort de l'eau et remarque que des affaires manquent, découvrant rapidement que leur voiture a disparu.
Puis le couple manque d'être percuté par leur propre véhicule volé par les jeunes.
À la nuit tombée, le couple, parti en recherche, retrouve les jeunes avec leurs affaires dérobées. Steve entre alors en altercation avec le meneur, Brett. La situation dégénère rapidement. Un couteau a cran d’arrêt est sorti et dans la mêlée, le chien intervient aussi en prenant le parti de son jeune maître. Le rottweiler est alors mortellement blessé par accident par Steve. Temps de flottement, le couple en profite pour tenter de s'échapper en voiture. Brett reprend ses esprits, entre en rage et ordonne l'attaque du véhicule. La bande brise les phares, Steve démarre et force le passage mais percute un arbre par accident. Steve est coincé. Jenny s'échappe et va se cacher dans la foret.
Au matin, Steve est ligoté avec des barbelés à un arbre à la merci de la bande. Brett demande à ses amis de le torturer et le mutiler; Paige la fille du groupe des jeunes filme la torture de Steve avec son smartphone. Au loin Jenny aperçoit l'horreur et essaie d'appeler les secours depuis son portable mais déclenche le signal Bluetooth sur celui de Steve. Jenny est alors repérée et doit s'enfuir, poursuivie par les jeunes. Arrivée dans la clairière d'un chantier, elle voit une cabane fermée par une chaîne dans laquelle se trouve un talkie-walkie. Jenny essaie de le prendre derrière la porte mais n'y parvient pas. Surviennent alors les jeunes. Elle est réfugiée sur le toit de la cabane, les jeunes défoncent la porte et inspectent la cabane. Pendant ce temps Steve a réussi à se délivrer des barbelés. Mais Ricky, un des jeunes, découvre que Steve s'est enfui et le signale à Brett avec son portable. Steve récupère du matériel dans le véhicule et retrouve Jenny. Ils se cachent en dessous d'un abri échappant aux jeunes lancés sur leurs traces. Steve est en très mauvais état et ne peut pas aller plus loin.
Jenny part donc toute seule essayer de trouver de l'aide. Ce faisant, elle marche accidentellement sur une grosse pointe et se transperce le pied. Le cri de douleur attire l'attention du groupe de jeunes, qui patrouille à proximité.
Jenny tombe sur Adam et demande son assistance, réduite à négocier avec le gamin qui refuse, mais qui alerte son gang par SMS à l'insu de Jenny. Elle réalise le piège à l'arrivée de Brett et ses amis. L'un d'eux assomme Jenny puis le groupe attache Jenny et le corps de Steve (qui a succombé a ses blessures) ensemble et demande à Adam de les brûler vifs, alors que Paige les enregistre en vidéo avec son smartphone.
Jenny réussit à s'échapper, Brett brûle Adam pour sa désobéissance. Ensuite Jenny arrive au plan du parc, en brise la vitre, prend la carte et écrit sur le livre d'or pour signaler l'agression et les noms des agresseurs Brett, Jenny, Mark, Harry, Ricky et Cooper. Jenny se planque dans le container à détritus, juste avant que ne surviennent les jeunes. Ces derniers arrachent la page du livre d'or en voyant cela et la jettent dans le container où se cache Jenny qui en profite pour la récupérer. Une fois le danger qu'elle pense écarté, Jenny veut continuer son chemin, mais Cooper, le plus jeune du groupe, est en fait toujours dans les parages. La confrontation s'achève par Cooper poignardé accidentellement par Jenny avec un morceau de verre, alors que Cooper tentait de lui porter assistance.
La nuit tombée, Brett découvre le corps de Cooper et entre dans une nouvelle rage. Harry, un membre du groupe des jeunes, craque nerveusement et dit que tout ça, c'est la faute de Brett qui n'aurait pas dû commander les meurtres de Steve et Adam et qu'alors Cooper serait sain et sauf. De plus, si quelqu'un d'autre voit les vidéos du crime sur le portable, ils auront tous des ennuis et qu'ils finiront en taule. Harry essaie d'appeler de l'aide sur son portable mais Brett perd la raison et frappe Harry mortellement, ce qui cause la fuite de Paige. Jenny est secourue par un automobiliste. Le chauffeur reçoit un appel de son jeune frangin Ricky, qui s'avère être un membre du groupe de jeunes délinquants. Pendant cette discussion avec Ricky et Mark, Jenny panique et prend la fuite avec le véhicule, percutant mortellement Paige au passage.
De retour en ville au point de départ, Jenny percute la clôture d'une propriété et se retrouve au milieu d'une grande fête dans l'arrière-cour avec de nombreux convives. Elle sort du véhicule et s'évanouit après avoir crié « à l'aide ! » devant les gens.
Jenny reprend connaissance, elle est réconfortée par la maitresse des lieux et son compagnon Jon. Les invités de la fête sont les citoyens que Jenny et Steve avaient croisés auparavant. Elle découvre qu'il y a un rottweiler nommé Clyde, des assiettes avec des noms Bonnie et Clyde et des portraits de famille de Brett et ses proches. En les voyant, elle se rend compte qu'elle est dans la maison de la famille de Brett. Jenny est conduite aux toilettes lorsqu'elle dit qu'elle ne va pas bien. Jon, le père de Brett, remarque alors que le véhicule est celui de Reece, le frère de Ricky. Puis les invités de la fête sont informés de la mort de certains jeunes délinquants par les appels de Brett, qui se trouvent être leurs enfants.
Jenny est alors piégée dans la salle de bains. Elle se munit d'un rasoir, puis la porte est défoncée. Elle se retrouve confrontée à Brett, son père Jon et une partie des invités qui sont enragés, courroucés et veulent s'en prendre à elle.
Brett accuse Jenny et Steve des meurtres de ses amis et de son rottweiler Bonnie. Jenny essaie d'expliquer que au contraire c'est Brett et ses amis les agresseurs, mais Jon ne croit pas un mot et l'accuse aussi du vol du véhicule de Reece. Jenny supplie d'alerter la police et Jon lui demande avec rage qu'est ce qu'ils ont à faire avec la police, car la police ne peut même pas réconforter les parents des victimes.
Jenny attaque avec un rasoir et se fait maîtriser par Jon, le père de Brett, qui est contrarié avec rage et l'un des proches dit qu'il faut signaler à la police. Jon refuse et dit qu'ils vont faire justice eux-mêmes. Il demande Brett de monter a l'étage. Ce dernier insiste pour rester mais il reçoit un gifle de son père qui lui ordonne de se planquer.
Jon emmène ensuite Jenny dans la salle de bains avec deux invités (probablement pour la tuer, en l'asphyxiant dans la baignoire).
Brett couvre les derniers cris de Jenny en fermant la porte de sa chambre et efface les vidéos du crime sur le portable de Paige pour ne pas laisser de preuves.
Pour finir, Brett se fixe lui-même dans le miroir avec les lunettes de Steve.

## Fiche technique
- Titre : Eden Lake
- Réalisation et scénario : James Watkins
- Musique : David Julyan
- Décors : Simon Bowles
- Costumes : Keith Madden
- Photographie : Christopher Ross
- Montage : Jon Harris
- Production : Christian Colson et Richard Holmes
- Sociétés de production : Rollercoaster Films, Aramid Entertainement
- Sociétés de distribution : The Weinstein Company ; La Fabrique de films
- Pays d'origine :  Royaume-Uni
- Langue originale : anglais
- Format : couleur - 35 mm - 2,35:1 CinemaScope - son Dolby numérique
- Genre : horreur, thriller
- Durée : 91 min
- Dates de sorties :
  - France : 15 mai 2008 (présenté au marché du film de Cannes) ; 8 octobre 2008 (sortie nationale)
  - Royaume-Uni : 5 septembre 2008
- Date de sortie en vidéo :
  - France : 22 avril 2009 (DVD & Blu-ray)
- Public :
  - interdit aux moins de 18 ans au Royaume-Uni
  - interdit aux moins de 16 ans en France

## Distribution
- Kelly Reilly (V.F. : Marcha Van Boven) : Jenny Greengrass, maîtresse d'école maternelle
- Michael Fassbender (V.F. : Mathieu Moreau) : Stephen « Steve » Taylor, le petit ami de Jenny
- Jack O'Connell (V.F. : Christophe Hespel) : Brett, le chef de la bande
- Thomas Turgoose : Cooper, le plus jeune de la bande
- Tara Ellis : Abi
- Bronson Webb : Reece
- Finn Atkins : Paige, la petite-amie de Brett
- James Gandhi : Adam, le jeune curieux de la nature
- Jumayn Hunter : Mark
- James Burrows : Harry
- Thomas Gill : Ricky
- Lorraine Bruce : Tanya
- Shaun Dooley : Jon
- Lorraine Stanley : Nat

Source et légende : Version française (V. F.) selon le carton du doublage français sur le DVD zone 2.

## Production

### Influences et développement
Les films d'horreur des années 1970 ont vraiment influencé James Watkins, le réalisateur, comme Délivrance de John Boorman ou Les Chiens de paille de Sam Peckinpah, qui aurait voulu « revenir à l'horreur basique qui a quelque chose de vraiment terrifiante et à la fois de sociologique, qui reste toujours connectée à la société d'une manière ou d'une autre. Ce ne sont pas des films avec des monstres ».
Eden Lake est la première réalisation de James Watkins, mais c'est son troisième film d'horreur puisqu'il a écrit également My Little Eye en 2002 et Gone (en) en 2007 alors inédits en France.

### Casting
Pour le rôle de Jenny, la maîtresse d'école, James Watkins a choisi « une des actrices les plus douées de sa génération et une des plus belles : Kelly Reilly. Elle possède un charme naturel qui fait d’elle une actrice unique. Techniquement elle est irréprochable ; elle a le don d’emmener le public à la suivre tout au long de ce voyage. Je ne voulais pas que Jenny se rapproche d’une héroïne à la Ripley. Le personnage devait être réaliste : il s’agit d’une institutrice qui est poussée à se demander si elle peut tuer un enfant. C’est un questionnement qui est à l’extrême opposé de ses valeurs mais auquel elle doit pourtant répondre si elle veut survivre. J’ai trouvé que Kelly pouvait donner corps à cette horreur inimaginable dans cette réalité crue ».
Déjà présent dans le court-métrage, Michael Fassbender reprend son personnage Steve, le petit-ami de Jenny, sur le choix du réalisateur.

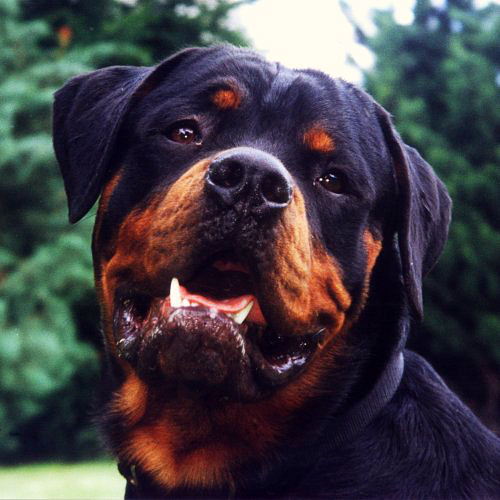
Bonnie, le Rottweiler de Brett.

Connu pour avoir joué le rôle de James Cook dans la troisième saison de la série britannique Skins, Jack O'Connell entre dans le personnage, chef de bande, tyrannique et dérangé de Brett. « Un personnage vraiment tragique, un garçon brutalisé qui est brutal lui-même. Il domine son gang et n'aime personne au monde, mis à part son chien et même beaucoup plus que sa petite amie. Donc je n'avais pas de modèle particulier. J'ai pensé au personnage de Brett en en parlant avec Jack lui-même. Il a vécu une adolescence difficile et connaissait les meilleures façons de faire ressortir l'intensité que je voulais donner à son personnage. C'est lui qui a construit son personnage ».

### Tournage
Le tournage a duré quarante-sept jours, entre le 25 juillet et le 10 septembre 2007 sur les plateaux de Frensham Ponds, Black Park et Burnham Beeches, dans le comté de Buckinghamshire, au Royaume-Uni.

## Distinctions
| Organisme                                       | Palmarès                                       | Élu             | Résultat   |
| ----------------------------------------------- | ---------------------------------------------- | --------------- | ---------- |
| British Independent Film Awards                 | BIFA du Meilleure actrice                      | Kelly Reilly    | nommée     |
| British Independent Film Awards                 | Douglas Hickox Award                           | James Watkins   | nommé      |
| Festival international du film de Catalogne     | Prix spécial pour le long-métrage              | James Watkins   | Récompensé |
| Empire Awards                                   | Meilleur film d'horreur                        |                 | Récompensé |
| Empire Awards                                   | Meilleur film britannique                      |                 | nommé      |
| Prix du Cercle des critiques de film de Londres | Meilleure Performance de Jeunesse Britannique  | Thomas Turgoose | Récompensé |
| Prix du Cercle des critiques de film de Londres | ALFS Award du Meilleur réalisateur britannique |                 | nommé      |
| Fantasporto                                     | Meilleur Film fantastique international        | James Watkins   | Récompensé |

## Accueil

### Accueil critique
Le film reçoit généralement des critiques positives. Sur le site Rotten Tomatoes, il obtient un score de 83 % de critiques positives. Le site AlloCiné propose une moyenne de 3/5 à partir de l'interprétation de vingt-deux critiques de presse.
- Première : [6]
- Télerama : [7]

### Box-office
| France | 100 546 |
| Paris  | 21 564  |

## Autour du film
À l'origine, les producteurs Richard Holmes et Christian Colbert ont vraiment aimé le scénario de James Watkins bien que l'un a pensé à Sa Majesté des Mouches, roman de William Golding, en version moderne et l'autre, impressionné par l'histoire qui ne manquait point d'audace. Ce dernier se demandait qui va le réaliser, alors que c'était le scénariste qui voulait absolument réaliser ce qu'il avait écrit et lui finance un court-métrage pour voir le résultat : les producteurs étaient convaincus par le travail du scénariste et lui ont donné carte blanche.
C'est Thomas Turgoose, le plus jeune du gang, qui reçoit le prix du Cercle des critiques de film de Londres pour la meilleure performance de l'année.
Quelques professionnels de ce film se retrouveront dans un autre film d'horreur The Descent: Part 2 réalisé par Jon Harris, qui était monteur de film sur Eden Lake, de même que le producteur Christian Colson, le chef décorateur Simon Bowles et le maquilleur prothésiste Paul Hyett.